# 山巨人

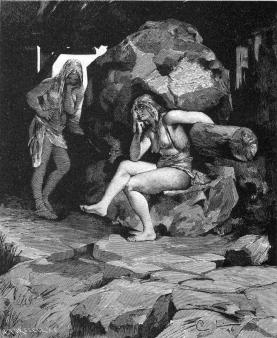
菲尼亞和梅尼亞

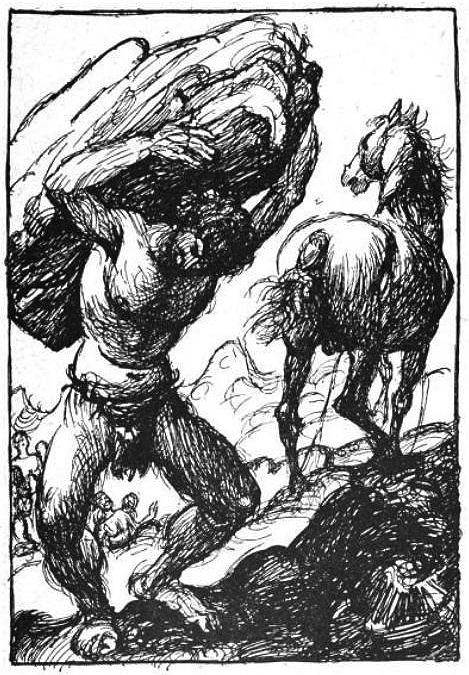
和史瓦帝法利共同修築阿斯嘉特城壁的巨人石工。

冰島國徽中的4個守護神之一的山巨人（Bergrisi）。

山巨人（古諾斯語：（單數形）、（複數形））是北歐神話的一種巨人。

## 神話
已知的山巨人有葛德之母奧波達（Aurboða、『欺騙古魯菲』第37章）。還有在『古愛達』的『石臼之歌』中登場的山巨人伊迪（Iði）和奧尼爾（Aurnir）生下的菲尼亞（Fenia）和梅尼亞（Menia），以及兩人提及的祖先夏基、赫朗格尼爾。還有，修築阿斯嘉特城壁的石工，其真實身分是山巨人（『欺騙古魯菲』第42章）。

## 冰島國徽
『世界之環』（Heimskringla）記載丹麥國王欲征服冰島，派遣魔術師至冰島的始末。魔術師在冰島的4個地區被鳥、龍、公牛、巨人擊退，丹麥國王因此放棄。其中的巨人是山巨人或是石巨人。
冰島國徽以此傳說為基，盾徽繪有4個守護神，即公牛、肉食鳥、龍和山巨人。

## 脚注
1. ↑  『オージンのいる風景』256頁。
2. ↑  『エッダ 古代北欧歌謡集』253頁。
3. ↑  『エッダ 古代北欧歌謡集』213頁。
4. ↑  『オージンのいる風景』178頁。
5. ↑  『エッダ 古代北欧歌謡集』258-259頁。
6. ↑  Heimskringla/King Olaf Trygvason's Saga/Part I - 37. Harald Sends a Warlock to Iceland. （页面存档备份，存于） （英文）
7. ↑  Saga Ólafs Tryggvasonar - 37. Ger fjölkyngi til Íslands. （古諾爾斯文）
8. ↑  スノッリ・ストゥルルソン『ヘイムスクリングラ - 北欧王朝史 -（一）』（谷口幸男譯、プレスポート・北欧文化通信社、2008年、ISBN 978-4-938409-02-9）18頁。

## 關連項目
- 霜巨人